# Atelopus lozanoi
Atelopus lozanoi är en groddjursart som beskrevs av Osorno-Muñoz, Ardila-Robayo och Pedro M. Ruiz-Carranza 200. Atelopus lozanoi ingår i släktet Atelopus och familjen paddor. IUCN kategoriserar arten globalt som akut hotad. Inga underarter finns listade.